# Mohammad Yusof (Politiker)
Mohammad Yusof (* 1914 in Kabul; † 23. Januar 1998 in Deutschland) war ein afghanischer Physiker, Politiker und Diplomat.

## Leben
Mohammad Yusof, Paschtune,  machte an der königlich-afghanische Nedjat-Oberschule sein Abitur und studierte an der Georg-August-Universität Göttingen Physik, wo er 1941 zum Doktor der Physik  promoviert wurde. Er lehrte an der Universität Kabul, wo er Dekan der wirtschaftswissenschaftlichen Fakultät war. Von 1949 bis 1950 war er stellvertretender Erziehungsminister. 1952 leitete er das Europäisch-afghanische Kulturamt am Oskar-v.-Miller-Ring 29 in München. Von 1953 bis 10. März 1963 war er Minister für Bergbau und Industrie in dieser Funktion reiste er 1957, 1960 und 1961 in die Sowjetunion.
Am 10. März 1963 entließ Mohammed Sahir Schah seinen Vetter Mohammed Daoud Khan aus dem Amt des afghanischen Ministerpräsidenten und ernannte Mohammad Yusof zum Ministerpräsidenten. Trotz der Namensgleichheit mit dem Großvater von Mohammed Daoud Khan ist keine Verwandtschaft mit der Baraksai-Dynastie bekannt. Entsprechend der afghanischen Verfassung von 1964 sollten die Angehörigen der Baraksai von politischen Funktionen ausgeschlossen sein. Artikel 24 der afghanischen Verfassung von 1964 mit dem informellen Titel Daoud Clause bestimmte, dass Mitglieder der königlichen Hauses nicht Mitglied einer politischen Partei werden und weder Ministerämter, Parlamentsabgeordnete oder Richterämter ausüben dürfen. Neben Mohammad Yusof sind auch zwölf seiner Kabinettskollegen promoviert. Er wurde am 29. Oktober 1965 zum ersten Ministerpräsidenten entsprechend der Verfassung von 1964 ernannt und übte das Amt neben dem des Außenministers bis 2. November 1965 aus. Von 1966 bis 1973 war er afghanischer Botschafter in Bonn. 1973 war er afghanischer Botschafter in Moskau. Von diesem Posten wurde er von Mohammed Daoud Khan abberufen, der seinen Vetter gestützt hatte, womit Afghanistan zur Republik wurde.